# Helium-4
Helium-4 of 4He is een stabiele isotoop van helium, een edelgas. Helium-4 komt, naast 3He, in de natuur voor. De abundantie is echter zeer hoog: ongeveer 99,99986% van alle heliumatomen is helium-4. Een helium-4-kern is hetzelfde als een alfadeeltje. De grootste bron van helium-4 op Aarde is het alfaverval van allerhande zware elementen. In sterren wordt het uit protium (1H) geproduceerd door kernfusie middels de proton-protoncyclus of de koolstof-stikstofcyclus.
Helium-4 maakt ongeveer een kwart van alle materie in het heelal uit. Het is een primordiaal nuclide.
Wanneer helium-4 gekoeld wordt tot 2,17 K vertoont het superfluïditeit. Dit gedrag kon lange tijd enkel verklaard worden door de Clausius-Clapeyronvergelijking, maar heden wordt het verklaard door het bose-einsteincondensaat.
2He · 3He · 4He · 5He · 6He · 7He · 8He · 9He · 10He